# Monteverde (telenovela)
Monteverde é uma telenovela mexicana de comédia dramática produzida por Lucero Suárez para a TelevisaUnivision e exibida pelo Las Estrellas desde 16 de junho de 2025, substituindo A.mar, donde el amor teje sus redes. A novela é baseada na novela chilena de 2019 de Alejandro Cabrera, Isla Paraíso, e está sendo desenvolvida por Lucero Suárez e Jimena Merodio.
Protagonizada por  Gabriel Soto e África Zavala e antagonizada por Cynthia Klitbo, Ana Patrícia Rojo, Arturo Carmona, Paulette Hernández e Marcelo Córdoba e atuações estelares de Alejandro Ibarra, Mario Morán, Fernanda Urdapilleta, Aldo Guerra, Ana Karen Parra, Ara Saldivar, Manuel Riguezza, Ximena Martínez e Christian Ramos e com a participação do primeiro ator Oscar Bonfiglio e da primeira atriz María Alicia Delgado.

## Enredo
Carolina (África Zavala), casada com um homem que comete fraude e a culpa, foge de casa com o filho. A única solução que Carolina consegue pensar naquele momento é ir visitar sua irmã gêmea, Celeste (África Zavala), que é freira. A única opção que lhe dá é que elas troquem de lugar e Carolina vá para o lugar para onde será enviada. 
É assim que ela chega à cidade de Monteverde, um lugar onde só existem homens, graças a Óscar León (Gabriel Soto), que, após a esposa a abandonar, demonstra grande ressentimento em relação às mulheres e se recusa a lhes dar emprego. Lá, o Padre Gabriel (Alejandro Ibarra) e a Irmã Celeste recrutam um grupo de mulheres para morar lá e mudar a dinâmica da cidade.

## Elenco
- Gabriel Soto - Oscar León
- África Zavala - Carolina Robles de Rojas / Hermana Celeste
- Cynthia Klitbo - Gloria Domínguez
- Alejandro Ibarra - Padre Gabriel Farías
- Ana Patrícia Rojo - Eva Montalvo
- Arturo Carmona - Néstor Serrano
- Óscar Bonfiglio - Don Miguel Toro
- Mario Morán - Franco León Montalvo
- Fernanda Urdapilleta - Lucía Cohen
- Aldo Guerra - Juan David Farías
- Ana Karen Parra - Angelina Yolanda Salazar Domínguez
- Ara Saldivar - Rosalía Gallegos
- Manuel Riguezza - Lucas Bandini
- Ximena Martínez - Juana "Juanita" Ortega
- Christian Ramos - Hugo Toro
- Claudia Acosta - Dorís
- Archie Balardi - Cárcamo
- Paulette Hernández - Julieta Torres
- María Alicia Delgado - Madre Gustava Río Seco
- Rodrigo Ríos - Moisés León
- Mateo Juniel - Andrés "Andy" Rojas Robles
- Fernanda Bernal - Paulina Jiménez
- Marcela Guzmán - Trinidad
- Marcelo Córdoba - Carlos Rojas
- Carlos Gatica - Diego Bandini
- Paus Marrón - Hermana Begoña
- Estefanía Villarreal
- Rocío de Santiago - Erika Beltrán
- Mía Fabri - Belén
- Eduardo Marbán - Dante Padilla
- Maríadelis Barboza - Alana
- Gina Pedret - Hermana Brigida
- Manuel Duarte - Francisco "Pancho"
- Victorio González - Eladio
- Silvia Valdez
- Magdalena Trujillo

## Produção
Em janeiro de 2025, Gabriel Soto anunciou que havia sido escalado para Monterverde e que a produção havia realizado seu primeiro teste. Em 13 de fevereiro de 2025, África Zavala foi anunciada no papel principal como protagonista feminina. As filmagens da novela começaram em 26 de fevereiro de 2025, com o restante do elenco também sendo anunciado. Juan Pablo Velasco foi inicialmente escalado para o papel de Andrés no entanto, ele teve que abandonar a novela devido a uma bactéria no quadril e foi substituído por Mateo Juniel.

## Audiência
| Horário               | # Eps.        | Estreia             | Estreia           | Final | Final           | Posição | Temporada | Classificação geral |
| Horário               | # Eps.        | Data                | Primeiro capítulo | Data  | Último capítulo | Posição | Temporada | Classificação geral |
| --------------------- | ------------- | ------------------- | ----------------- | ----- | --------------- | ------- | --------- | ------------------- |
| Segunda – Sexta 20h30 | 87 (previsão) | 16 de junho de 2025 | 5.01              | *-*   | *-*             | #1      | 2025      | 4.91                |